# 526 a.C.

## Eventos
- Psamético,[Nota 1] faraó do Egito, sucedendo a Amásis. Ele reinou por seis meses.[1][2]